# Gilbert Newton Lewis
Gilbert Newton Lewis (Weymouth, Massachusetts, 1875. október 23. – Berkeley, Kalifornia, 1946. március 23.) amerikai fizikus, kémikus. Neve összeforrt a róla elnevezett sav-bázis elmélettel (Lewis–Pearson-elmélet) és a kovalens kötésről alkotott elméletével, valamint az oktettszabály is az ő nevéhez fűződik.

## Felfedezései
- Lewis–Pearson-féle sav-bázis elmélet:

A savak olyan anyagok, mely elektronpár leadására képesek, azaz elektronpár-donorok. A bázisok pedig elektronpár-akceptorok, tehát elektronpár felvevők. Az 1938-ban felfedezett elméletet, 1963-ban Ralph G. Pearson továbbfejlesztette, és mind a savak, mind a bázisok esetén megkülönböztet úgynevezett hard (kemény) és soft (lágy) változatokat.
- Kovalenskötés-elmélet (Valence bond /VB/ theory):

Ezen elmélet szerint a pontszerű atomokat egyszerű kötés köti össze, és ez minden anyagra egyformán igaz. Lewis ekkor még nem ismerte sem az ionos kötést (Coulomb-erő), sem a másodlagos kötő erőket (van der Waals-erők).